# Historia Żydów w Gdańsku

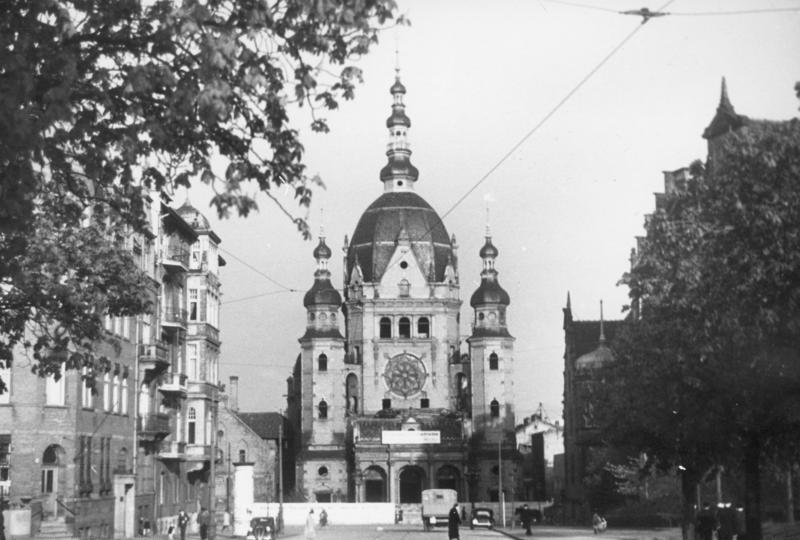
Nieistniejąca Wielka Synagoga w Gdańsku

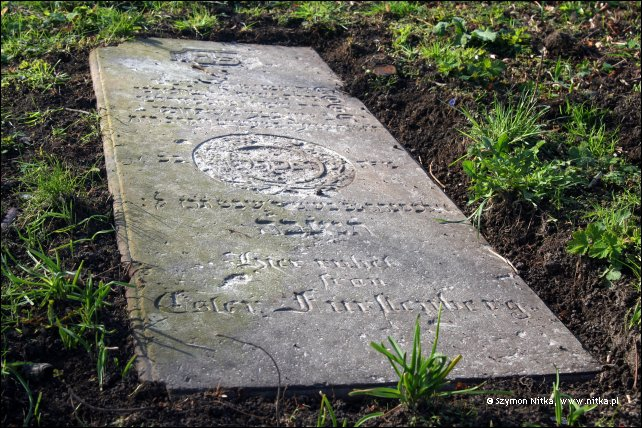
Cmentarz na Żydowskiej Górce

Pierwsi, poświadczeni źródłowo kupcy żydowscy pojawiają się w Gdańsku już w XI wieku. Panowanie książąt pomorskich z rodu Sobiesławiców to okres osłabienia osadnictwa żydowskiego w mieście. Dopiero w 1308 zakon krzyżacki zezwolił kupcom żydowskim na osiedlanie się, tak że w 1440 istniała już ulica żydowska (niem. Judengasse). W 1454, po przyłączeniu Gdańska do Polski, nastąpił napływ Żydów z Litwy i Korony. Kupcy żydowscy w Gdańsku obsługiwali handel zbożem polskiej szlachty, która znalazła w nich swoich faktorów i pośredników w transakcjach z niemieckim patrycjatem miasta. W 1616 było w Gdańsku około 500 Żydów. W 1724 założono towarzystwa Chewra Kadisza i Bikur Chojlim. Czynne były drukarnie żydowskie Rathke i Schrott Tiferet Jisroel. W roku 1816 mieszkało w mieście 3798 Żydów. Do 1883 w Gdańsku powstało pięć gmin żydowskich (kahałów). Od przedmieść i ulic, przy których je utworzono otrzymały one nazwy: Stare Szkoty, Winnica, Wrzeszcz, oraz ulice Szeroka i Szopy. W latach 1880–1890 dokonano zjednoczenia dotychczasowych pięciu gmin oraz budowy Wielkiej Synagogi. W 1924 założony został Jung-Jüdischer Bund Danzig, w latach 1929-1939 wydawano tu tygodnik Jüdisches Wochenblatt (po niemiecku). W 1929 w granicach wielkiego Gdańska żyło 5873 Żydów (z tego 4311 osób w Sopocie) na 235 000 ogółu mieszkańców.
Pogromy niemieckie zaczęty się w 1937, a w listopadzie 1938 naziści zniszczyli 2 synagogi, 2 uszkodzili, dokonali kolejnych pogromów. Wielu Żydów emigrowało i do września 1939 roku zostało już tylko 1200 Żydów.
Obecnie w Gdańsku funkcjonują trzy gminy żydowskie: ortodoksyjna Gmina Wyznaniowa Żydowska, a także związane z ruchem postępowym Beit Trójmiasto i Niezależna Gmina Wyznania Mojżeszowego.